# Айзак Шмідт
Айзак Осас Шмідт (фр. Isaac Osa's Schmidt, нар. 7 грудня 1999, Лозанна, Швейцарія) — швейцарський футболіст нігерійського походження, фланговий захисник англійського клубу «Лідс Юнайтед».

## Ігрова кар'єра

### Клубна
Айзак Шмідт народився у місті Лозанна і є вихованцем місцевого однойменного клубу. З 2016 року футболіст грав за молодіжну команду «Лозанни». В червні 2019 року Шмідт підписав з клубом перший професійний контракт. Першу гру на професійному рівні Шмідт провів 13 грудня 2020 року в чемпіонаті Швейцарії проти «Санкт-Галлена».
Влітку 2021 року футболіст приєднався до клубу «Санкт-Галлен», з яким підписав дворічний контракт. Разом з клубом Шмідт брав участь у кваліфікації Ліги конференцій влітку 2024 року, де відзначився забитим голом у ворота турецького «Трабзонспора».
30 серпня 2024 року Шмідт перейшов до клубу англійського Чемпіоншип «Лідс Юнайтед». Контракт підписаний на чотири роки.

### Збірна
У 2019 році Айзак Шмідт провів дві гри в складі юнацької збірної Швейцарії (U-19).